# Аист (мультфильм)
«А́ист» — советский рисованный мультфильм 1956 года, снятый режиссёром Иваном Аксенчуком по узбекской народной сказке «Три арбузных семечка» (другое название сказки — «Золотой арбуз»).
Для уточнения реплик и деталей национального узбекского колорита Аксенчук обратился за помощью к знатоку Узбекистана, Леониду Соловьёву, а ряд подготовительных зарисовок был сделан художником Игорем Николаевым в Российском этнографическом музее.

## Сюжет
Мультфильм начинается с того, что богач Аджар-бай объезжает свои владения на осле и поёт:

Кругом поля — мои поля,

Течёт вода — моя вода,

Звенят таньга — мои таньга.

Он пересчитывает свои таньга — средневековые тюркские серебряные монеты. У Аджар-бая получается 99 монет, и он говорит, что ещё одна монета — и будет 100. По дороге он встречает бедного дехканина Хасана, который орошает своё поле, чтобы вырастить урожай, и говорит ему:
Хасан! Хасан, ты не попадёшь теперь в рай!
Аджар-бай обвиняет собеседника в краже воды и просит платить таньга. Взмолился дехканин, попросил не брать с него плату и напомнил хозяину, что он уже платил ему вчера, а урожай погибнет без воды: хамсин идёт! Но Аджар-бай сказал, что вчера была плата за вчерашнюю воду, а сегодня за сегодняшнюю, и потребовал ещё больше — две таньга. У бедного Хасана не было больше денег. Тогда Аджар-бай, взяв камень, перекрыл им доступ воды оросительного канала на поле Хасана. Продолжив свой путь, он увидел, что аист собирается испить воды из лужицы. Он накинулся на бедную птицу и закричал:
Куда?! Моя вода, моя вода, моя вода!
Спасаясь, аист взлетел, но попал в бурю и упал прямо к Хасану на поле. Дехканину стало жалко птицу, и он спас её от ветра, но их обоих засыпало песком. Через некоторое время буря прекратилась. Хасан выбрался из песка и напоил аиста оставшейся в кувшине водой. Улетая, аист подарил в благодарность своему спасителю перо, которое превратилось в арбузное семечко. Хасан посадил семечко в землю и полил его последней каплей воды. Из этого семечка вырос огромный арбуз, который Хасан принёс в дом и позвал других бедняков, чтобы вместе с ними отведать сочную арбузную мякоть.
Когда арбуз разрезали, в нём вместо мякоти оказалось много золотых монет. Хасан сказал, что поделится этим золотом со всеми бедняками. Всё это видел Аджар-бай, так как в этот момент проезжал мимо дома Хасана. Узнав, откуда у дехканина столько денег, Аджар-бай решил сделать то же самое: запустил палкой в пролетающего аиста. Когда последний упал, Аджар-бай притворился добрым и начал его жалеть, приговаривая:
Ай-яй-яй! Бедный, бедный аист, кто посмел тебя обидеть? Я помогу тебе. Я дам тебе воды, много воды, а ты мне дашь арбузное семечко.
И начал лить воду из кувшина прямо на аиста, доставляя ему тем самым ещё больше страданий. Улетая, аист оставил Аджар-баю своё волшебное перо, которое превратилось в арбузное семечко.
Из семечка вырос ещё один арбуз. Довольный Аджар-бай привёз его в свой дом и уже приготовил сундуки для денег. Он разрезал арбуз, но там вместо монет оказались пчёлы, которые напали на жадного Аджар-бая и хорошо проучили его. Аджар-бай взывал к аисту о помощи, но никто не отозвался. А у честных и добрых дехкан появилась возможность свободно орошать свои поля и выращивать урожай.

## Создатели
| Сценарий                  | Игоря Болгарина, Льва Аркадьева                                                                                         |
| Художники                 | Перч Саркисян, Игорь Николаев                                                                                           |
| Операторы                 | Николай Воинов, Елена Петрова                                                                                           |
| Композитор                | Эдуард Колмановский |
| Звукооператор             | Николай Прилуцкий |
| Ассистенты режиссёра      | Галина Любарская, В. Егорова                                                                                            |
| Художники-мультипликаторы | Владимир Крумин, Константин Никифоров, Игорь Подгорский, Борис Чани, Лидия Резцова                                      |
| Художники-декораторы      | Ирина Светлица, Пётр Коробаев, Константин Малышев                                                                       |
| Режиссёр                  | Иван Аксенчук |
| Роли озвучивали           | Георгий Вицин — Аджар-бай, Трояновский, Михаил Константинович — земледелец Хасан, Георгий Милляр — один из земледельцев |

## Герои мультфильма
| Персонаж  | Описание | Исполнитель                        |
| --------- | --- | ---------------------------------- |
| Аист      | Живёт во владениях Аджар-бая. Дарит героям фильма волшебные перья, которые превращаются в арбузные семечки. |                                    |
| Хасан     | Главный герой мультфильма и дехканин, который работает на земле Аджар-бая. Для орошения полей Хасан использует воду, за что Аджар-бай берёт с него плату. И хотя он очень беден и отдаёт хозяину последние деньги, он очень щедр, добр и трудолюбив. | Трояновский, Михаил Константинович |
| Аджар-бай | Главный антагонист мультфильма и жадный землевладелец, который давит нещадными поборами крестьян. Он считает, что ему принадлежит всё на его земле, даже вода. Корысть и жадность губят его.                                                         | Георгий Вицин                      |

## Мораль мультфильма
Мультфильм как бы учит детей многому:
- Нельзя быть жадным. В этом мультфильме жадным является Аджар-бай. У него и так много денег, но ему всё недостаточно, и он заставляет бедных дехкан платить даже за воду, которой они орошают свои поля. Более того, Аджар-бай даже аисту не позволяет выпить воды из арыка и в результате расплачивается за жадность.
- Корысть — это плохо. Узнав о волшебном арбузном семечке, Аджар-бай специально бросает палкой в аиста, чтобы потом изобразить заботу о нём и в благодарность получить от него награду. Но тот наказывает его за корысть и притворство. Хасан же спас птицу абсолютно бескорыстно и поэтому получил от неё настоящую благодарность.
- Нужно быть добрым, щедрым и всегда помогать ближним и нуждающимся. Хасан, по доброте своей, искренне помогает аисту, за что получает в дар большое богатство. Но, получив его, он не забирает всё себе, а делится с другими бедняками.
- Любовь к работе — это хорошо. Хасан всю жизнь трудился на земле, выращивая урожай, и в итоге его труды оказываются вознаграждёнными.
- Нельзя обижать природу и животных. Хасан помогает аисту, за что получает вознаграждение, а Аджар-бай, напротив, тайком обижает птицу, и за это аист наказывает его.
- Мультфильм пропагандирует вечные идеалы добра и нетерпимость к жадности, подлости и бесчувствию.